# Goitseone Phoko
Goitseone Phoko (ur. 13 grudnia 1994 w Gaborone) – botswański piłkarz grający na pozycji bramkarza. Jest wychowankiem klubu Gaborone United.

## Kariera klubowa
Tshireletso jest wychowankiem klubu Gaborone United. Zadebiutował w nim w sezonie 2011/2012 w pierwszej lidze botswańskiej. W debiutanckim sezonie zdobył z nim Puchar Botswany. Z kolei w sezonie 2021/2022 wywalczył z nim mistrzostwo kraju.

## Kariera reprezentacyjna
W reprezentacji Botswany Phoko zadebiutował 25 marca 2015 roku w wygranym 2:0 towarzyskim meczu z Lesotho, rozegranym w Gaborone.